# Олександр Рослін
 Олександр Рослін (швед. Alexander Roslin, 15 липня 1718, Мальме — 5 липня 1793, Париж) — відомий шведський художник доби пізнього бароко і рококо, портретист.

## Біографія коротко
Народився в місті Мальме, Швеція. Художнє навчання отримав в столиці — місті Стокгольм, у Г.Шрьодера. Працював в різних країнах Європи — Німеччині, Італії, Російській імперії, Польщі, Франції. З 1752 року мешкав в Парижі, де через рік став членом Королівської Академії живопису. Два роки (1775—1777) працював в Петербурзі, в 1778-му в Варшаві, потім повернувся в столицю Франції, де помер у 1793 р.

## Жіночі портрети Росліна
Вважають, що живопис стилю рококо зародився у Франції. Культурні зв'язки сусідніх країн і панівні моди доби досить швидко зробили мистецтво рококо інтернаціональним, здебільшого при королівських дворах чи в аристократичних садибах. Стилистику рококо мають живопис Франції, Італії, німецьких князівств, Австрії (і Чехії в її складі), Російської імперії, найменше Голландії, Португалії, Іспанії (ранішні твори Гойї).
Рослін, що перебрався в Париж у 1752 р., аби мати успіх, повинен був укладатись в панівну моду розвиненого рококо. І його портрети цього періоду цілком в стілістиці рококо — трохи збряклі кольори, перевага в палітрі ніжних відтінків рожевого і блакитного, добре відтворення мод(Віконтеса Маргарита де Гріньян, 1753 р.) Але його художня манера зазнала еволюції. Міцні реалістичні традиції мистецтва Швеції і класицизм Франції з його різкістю і конкретністю спричинили появу портретів на межі стилів — «Дама під покривалом», 1768 р. Кольори яскраві, манера портрета різка і реалістична, від стилістики рококо залишилися лише модна сукня і галантна поведінка. В портреті королеви Швеції 1775 р. Рослін просто покинув компліменти і малює стару королеву старою, ніяк не приховуючи хворобливого і зморшкуватого обличчя, не роблячи королеву ні молодою, ні надто люб'язною. Ще різкішим і реалістичним він був в чоловічих портретах, де від рококо лише маска галантності чи люб'язна посмішка.

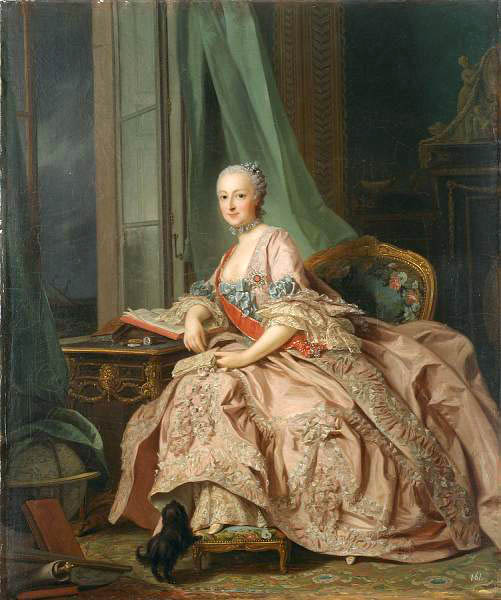
Анастасья Трубецька, 1740 рр.
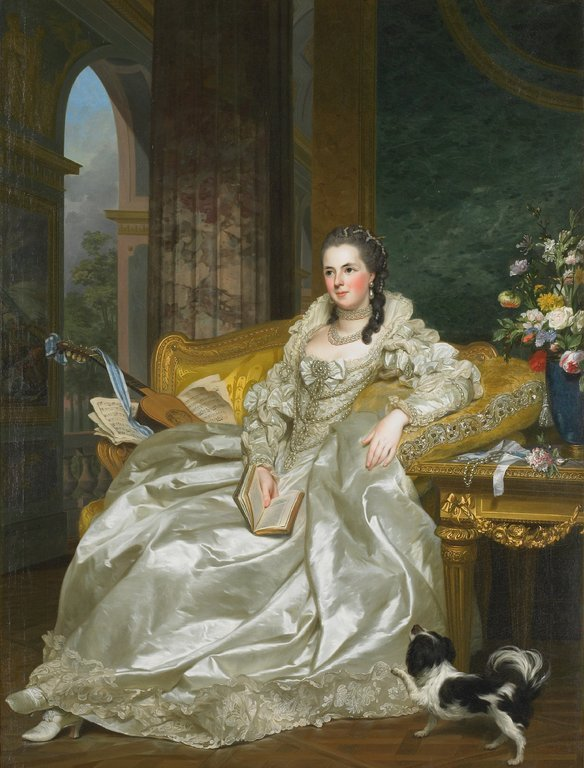
Віконтесса д'Едмонт Піньятеллі, 1763 Р.
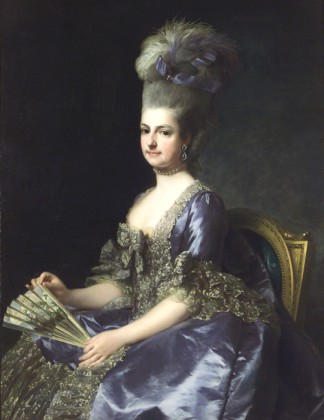
Ерцгерцогиня Марія-Христина, Відень, Альбертіна.

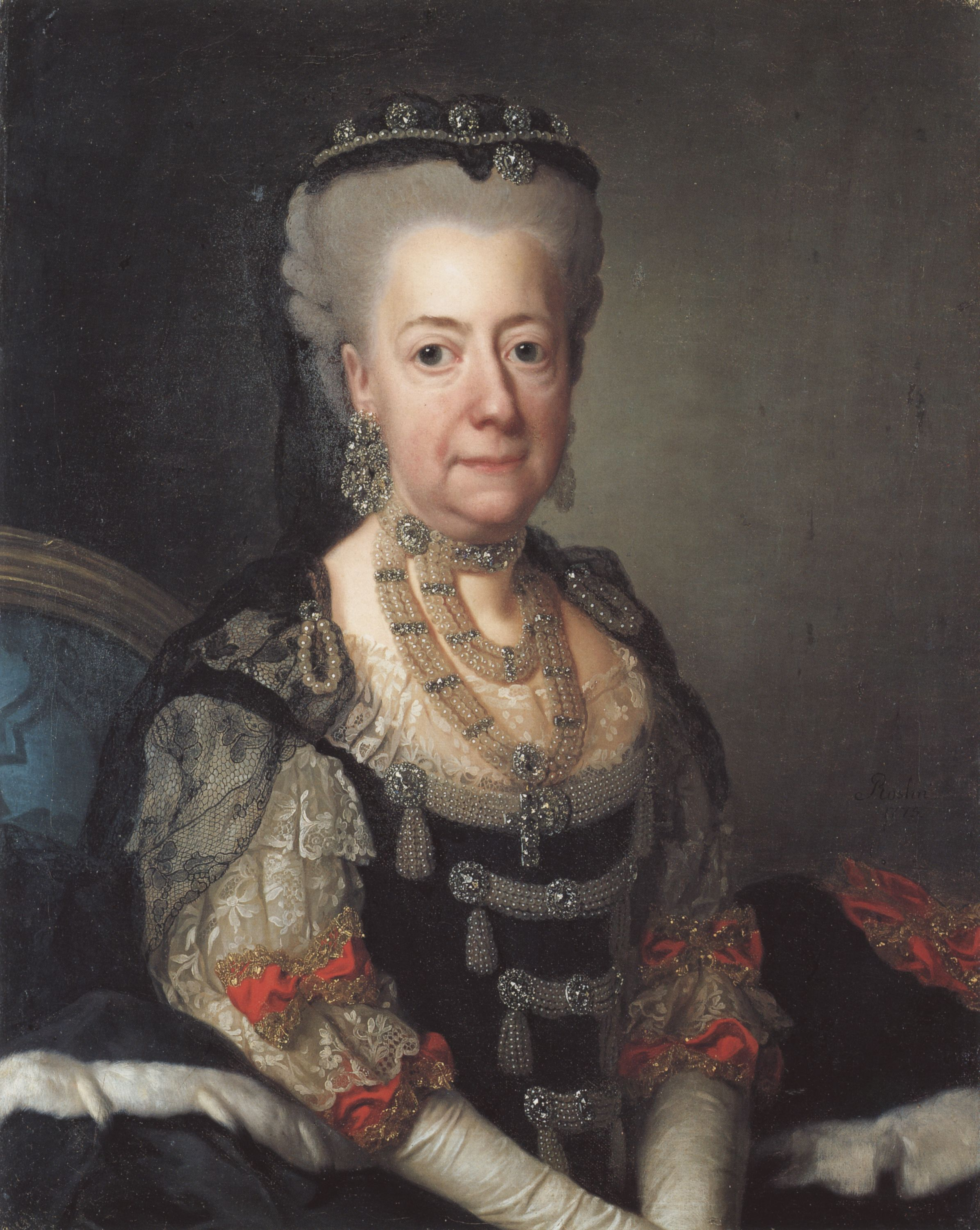
Ульріка Луїза, королева Швеції, 1775 р.
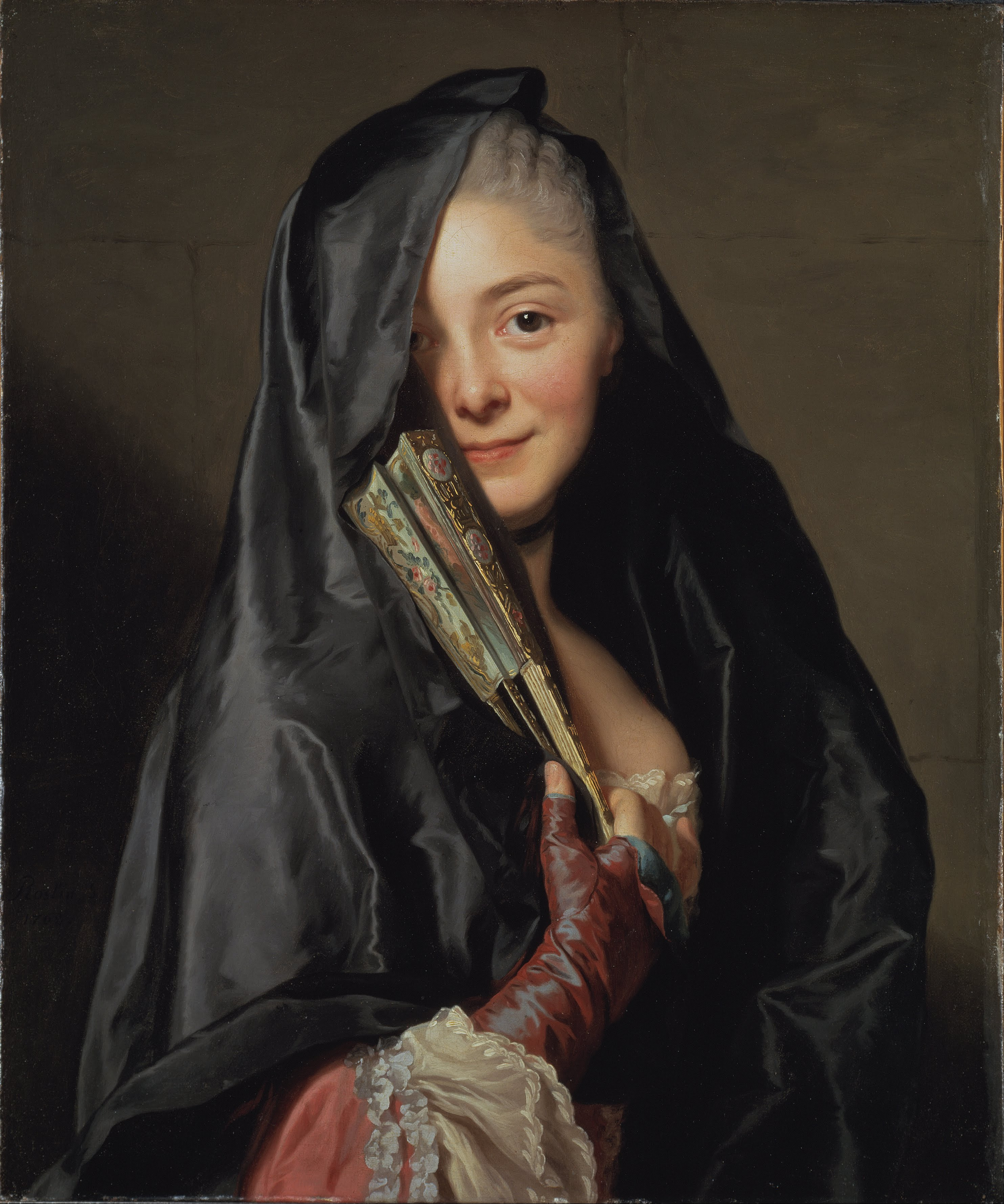
Дама під покривалом( дружина - Марі Сюзанна Рослін), 1768 р.
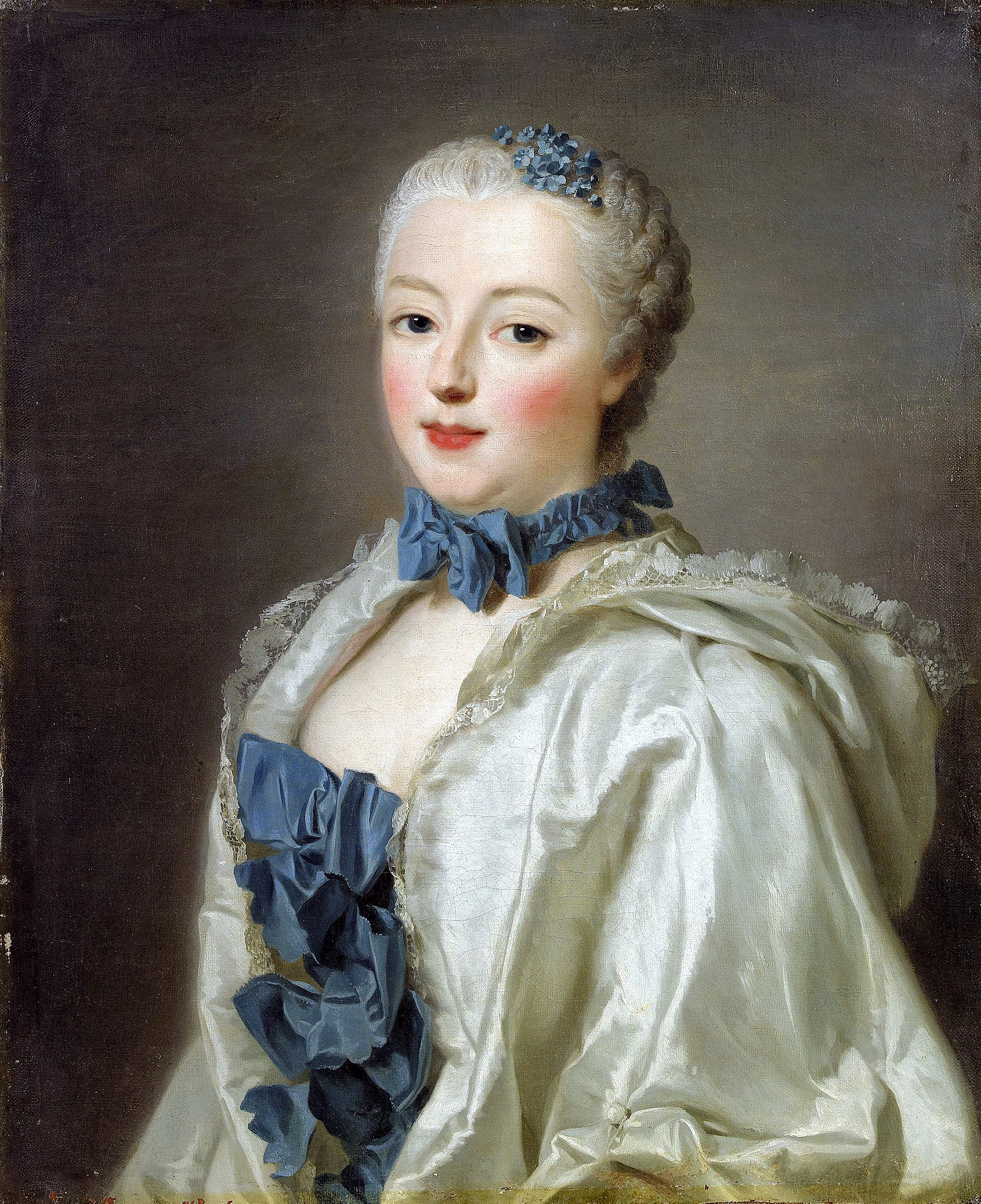
Віконтеса Маргарита де Гріньян, 1753 р.

Ніяких компліментів собі не робить Рослін і на пізньому автопортреті 1790 року. Лише багатий костюм — свідок матеріального успіху, що досяг художник. Обличчя спокійне, зморшкувате, старість ніяк не прихована.

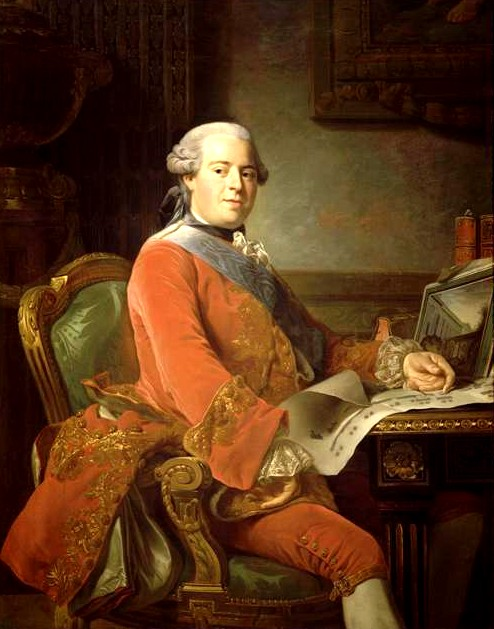
Маркіз де Маріньї,1764 р.
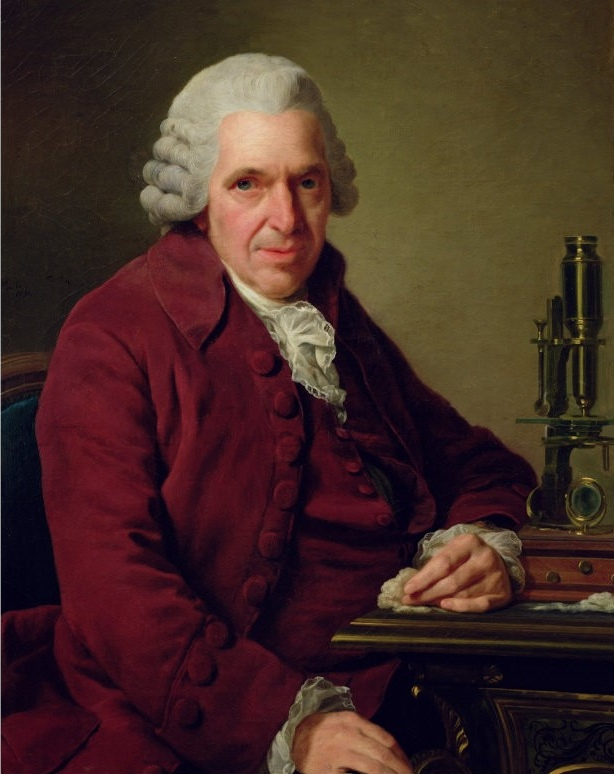
Луї Дюбертон, 1791 р.
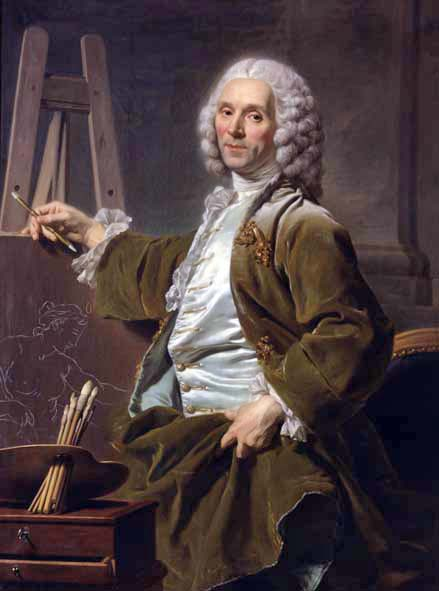
Колін де Вермон.

## Портрет архітектора Жана Перроне з дружиною

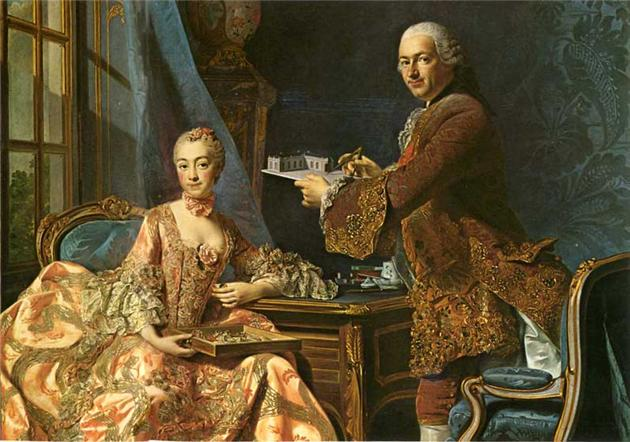
Портрет архітектора Жана Перроне з дружиною, 1759 р.

Серед портретів Росліна заслуговують уваги зовнішньо скромні і досить правдиві портрети митців-колег — старого Франсуа Буше, жінки-художниці Анни Вальє Косте, вченого Карла Ліннея, архітектора Ж. Перронне.
Останній (Портрет архітектора Перроне з дружиною) — це подвійний портрет. Дружина архітектора зручно розмістилася в кріслі біля столу, де працює чоловік. На ній вишукана сукня з квітами і мереживом, на обличчі — багато косметики, що робить її обличчя схожим на порцелянову ляльку. Галантна поза і урочиста сукня справляють враження, що вона присіла на хвилинку, аби підскочити і швидко попрямувати на чергове свято, до яких була така жага в добу рококо у аристократів. Її портрет на тлі завіси міг спокійно бути окремим жіночим портретом, яких багато малював художник. Але поряд з нею стоїть чоловік, що зайнятий творчістю.
В його руках циркуль і модель павільйону. Він щойно вимірював щось на моделі і наче випадково обернувся до художника. Він зовсім не грає натхнення, не удає з себе працівника, як деякі аристократи з паперами і книжками. Архітектор дійсно працює. Робоча поза, момент творчого пошуку — рідкісні в живопису рококо, що так вигідно відрізняє і цей твір Росліна.

## Вибрані твори

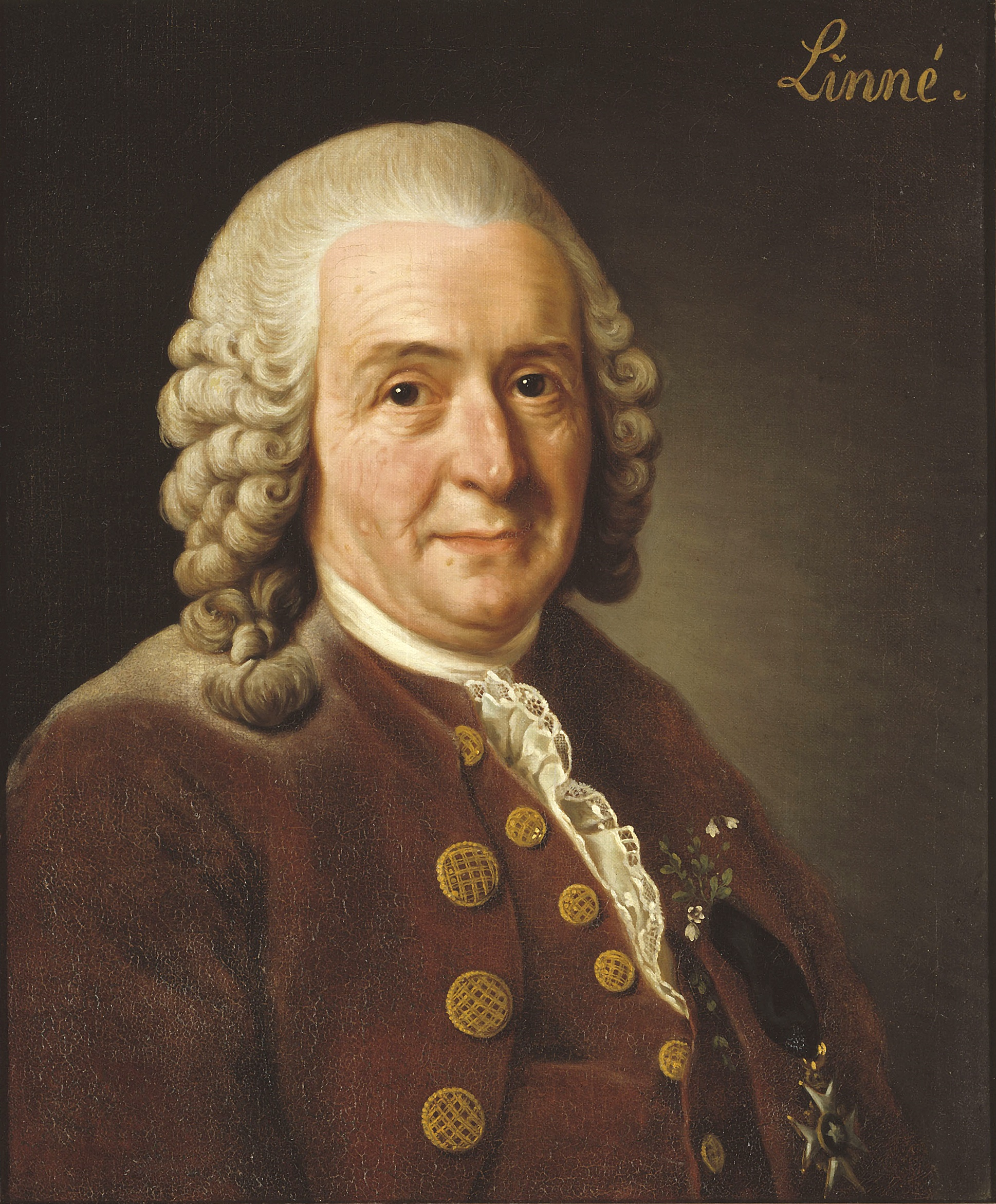
Карл Лінней

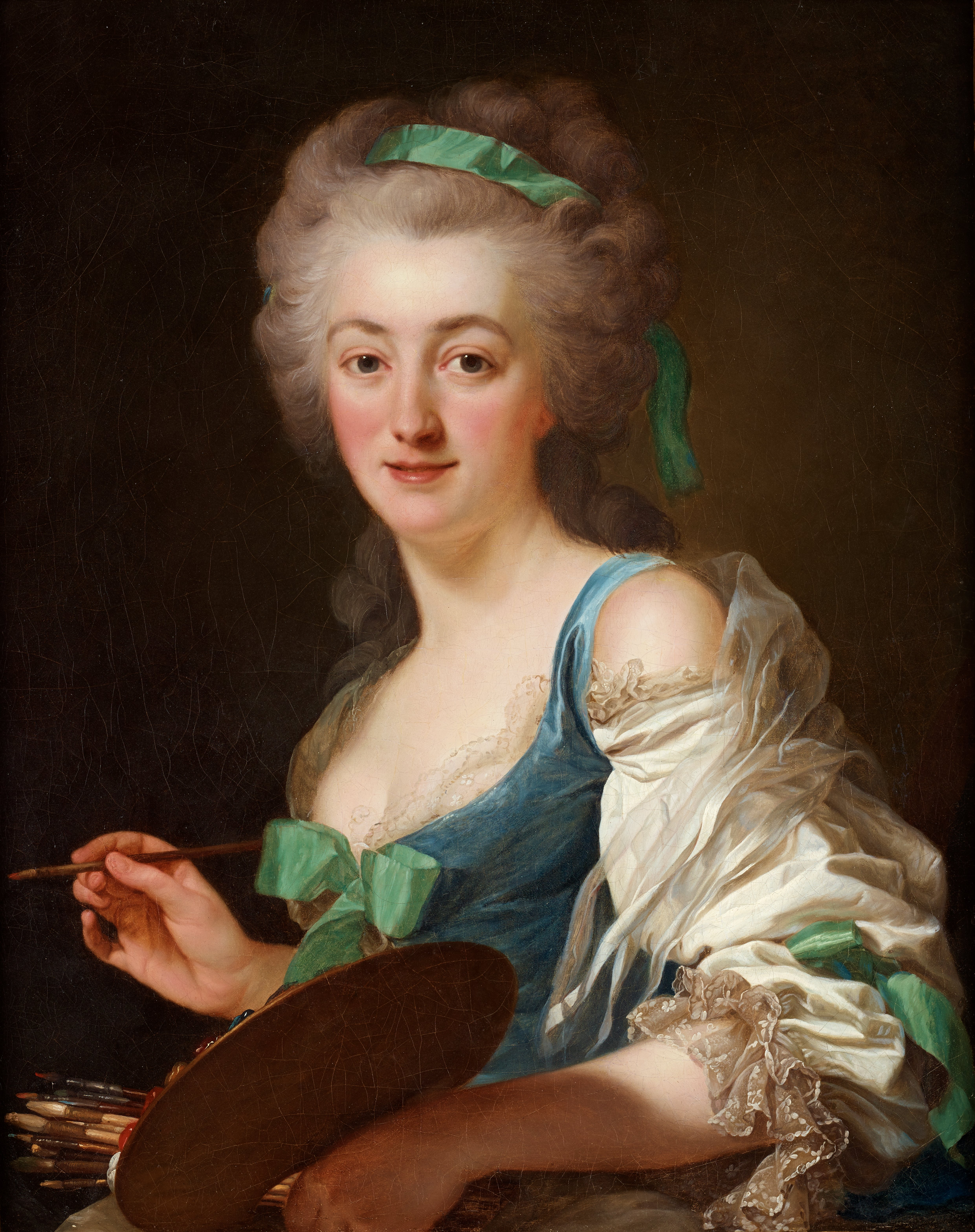
Художниця Анна Вальє Косте

- «Автопортрет в червоному», погруддя
- «Якоб Фредерік Клейнкнехт», 1747, німецький композитор і музикант
- «Етьєн Жора́», 1750, французький художник, Лувр
- «Княгиня Мнішек», 1752
- «Карл Фредерік Аделкранц, королівський топограф і архітектор», 1754
- «Княгиня Анастасья Іванівна Трубецькая», 1757, Національна галерея Вікторії, Австралія
- «Жозеф-Марі Вьєн», овал, 1757, французький художник, Версальський палац
- «Франсуа Буше», овал, 1760, Версальський палац
- «Сезар Габріель де Шуазель», міністр фінансів, 1762
- «Георг-Адам Штернберг», дипломат австрійського імператора, 1762
- «Князь Ульріх Шеффер», дипломат Швеції у Парижі, 1763
- «Графиня де Егмонт Піньятеллі», 1763, Інститут мистецтв, Міннеаполіс
- «Абель-Франсуа, Маркіз де Маріньї», 1764, Нац. Музей Версаль та Тріанон
- «Жан-Франсуа Мармонтель», 1767, французький письменник, Лувр
- «Анрі-Леонар Бертен», 1768, Версальский палац
- «Джон Дженнингс з братом і сестрою», 1769, Національний музей Швеції
- «Король Швеції Густав III з двома братами», 1771, Національний музей Швеції
- «Шарль-Ніколя Кошен», художник, 1774, Нац. Музей Версаль та Тріанон
- «Луїза Ульріка Пруська», королева Швеції, 1775, Національний музей Швеції
- «Князь Олександр Борисович Куракін», 1776, Португалія
- «Російська імператриця Катерина II», 1776, Національний музей Швеції
- «Графиня Катерина Чернишова», 1776, Третьяковська галерея, Москва
- «Князь Андрій Кирилович Розумовський», 1776
- «Наталя Петрівна Голіцина», 1777, пушкінська Пікова дама.
- «Іван Іванович Бецькой», 1777, Ермітаж
- «Князь Микита іванович Панін», 1777, Музей образотворчих мистецтв імені Пушкіна, Москва
- «Августа Сюзанна Рослін, дочка художника», 1781
- «Портрет графа З. Г. Чернишова», Ермітаж, Санкт-Петербург
- «Зоя Гіка», молдавська принцеса
- «Художниця Анна Вальє Косте»
- «Луї Жан-Марі Добантон», французький науковець, 1791
- «Марія Амалія Австрійська», княгиня Пармська

## Країни світу, де зберігають твори Росліна
- Іспанія
- Росія
- США
- Франція
- Швеція